# Перт (аэропорт, Шотландия)
Аэропорт Перт (англ. Perth Airport, гэльск. Port-adhair Peairt) (ИАТА: PSL, ИКАО: EGPT) ― аэропорт, расположенный в 5,6 км на северо-восток от города Перт, Шотландия. Аэропорт принимает частные самолёты, а также используется для обучения пилотов. Коммерческие регулярные рейсы отсутствуют. 
Аэропорт имеет обычную лицензию CAA (номер P823), которая разрешает принимать пассажирские самолёты и учебные воздушные средства. 
Оператором аэропорта является компания ACS Aviation Ltd. 
Аэропорт был открыт в 1936 году изначально был известен как аэродром Скуны. Вскоре здесь была учреждена школа подготовки военных лётчиков. До начала Второй мировой войны аэропорт использовался для приёма регулярных рейсов из Перта в другие уголки Соединённого Королевства. Сразу после начала войны на территории аэропорта разместилась группа учёных-исследователей, которые некоторое время работали над разработкой радиолокационных систем для различных самолётов.  
Однако вскоре выяснилось, что площадка оказалась непригодной для такой работы, и уже в ноябре 1939 года команда переехала в Уэльс. Во время войны 309-я и 666-я эскадрильи Королевских ВВС использовали аэродром. После войны школа при аэродроме перешла на подготовку пилотов гражданской авиации.
К 1960 году здесь также была учреждена школа подготовки инженеров-специалистов в области летательных аппаратов. Вскоре она получила название Британского авиационного университета. Здесь обучались студенты из более чем ста стран. Однако в 1996 году, после спада бума развития авиации, университет был закрыт.
Так или иначе, Перт остаётся главным аэропортом Шотландии для авиации общего назначения и является базой шотландского аэроклуба, который был основан в 1927 году. Аэропорт используют лётные учебные организации, предоставляющие частные и коммерческие стационарные и вертолётные курсы.